# Kanguroszczurnik
Kanguroszczurnik (Bettongia) – rodzaj ssaków z podrodziny Bettongiinae w obrębie rodziny kanguroszczurowatych (Potoroidae).

## Rozmieszczenie geograficzne
Rodzaj obejmuje gatunki występujące endemicznie w Australii.

## Morfologia
Długość ciała (bez ogona) 28–43,2 cm, długość ogona 20,7–36 cm; masa ciała 0,68–2,3 kg.

## Systematyka
Rodzaj zdefiniował w 1837 roku angielski zoolog John Edward Gray w artykule poświęconym opisowi nowych lub mało znanych ssaków, głównie ze zbiorów Muzeum Brytyjskiego, opublikowanym w czasopiśmie Magazine of natural history and journal of zoology, botany, mineralogy, geology and meteorology. Gray wymienił trzy gatunki – Bettóngia ruféscens J.E. Gray, 1837, Bettóngia setòsus J.E. Gray, 1837 (= Kangurus Gaimardi Desmarest, 1822) i Bettóngia penicillàta J.E. Gray, 1837 – z których gatunkiem typowym jest (późniejsze oznaczenie) Bettóngia setòsus J.E. Gray, 1837 (= Kangurus Gaimardi Desmarest, 1822) (kanguroszczurnik tasmański).

### Etymologia
- Bettongia (Betongia): ang. bettong ‘kanguroszczur’, od aborygeńskiego badang ‘kangur’[11].
- Bettongiops: rodzaj Bettongia J.E. Gray, 1837 (kangoroszczurnik); gr. ωψ ōps, ωπος ōpos ‘wygląd’[12]. Gatunek typowy (oryginalne oznaczenie): Hypsiprymnus lesueur Quoy & Gaimard, 1824.

### Podział systematyczny
Do rodzaju należą następujące występujące współcześnie i wymarłe w czasach historycznych gatunki:
| Grafika | Gatunek               | Autor i rok opisu      | Nazwa zwyczajowa               | Podgatunki                     | Rozmieszczenie geograficzne | Podstawowe wymiary                       | Status IUCN |
| ------- | --------------------- | ---------------------- | ------------------------------ | ------------------------------ | --- | ---------------------------------------- | ----------- |
|         | Bettongia pusilla     | McNamara, 1997         | kanguroszczurnik mały          | gatunek monotypowy             | znany z rejonu Nullarbor w zachodniej Australii Południowej i Australii Zachodniej | brak danych                              | EX          |
|         | Bettongia anhydra     | Finlayson, 1967        |                                | gatunek monotypowy             | znany ze współczesnej czaszki zebranej w środkowo-zachodniej części Terytorium Północnego oraz drugiej czaszki z jaskini Stegmite (południowo-wschodnia Australia Zachodnia)                                                                       | brak danych                              | EX          |
|         | Bettongia lesueur     | (Quoy & Gaimard, 1824) | kanguroszczurnik ryjący        | gatunek monotypowy             | Australia Zachodnia (wyspy Zatoki Rekina, Wyspa Barrowa); introdukowany na kontynent (Australia Zachodnia, Nowa Południowa Walia i Australia Południowa); zakres wysokości: 0–300 m n.p.m.                                                         | DC: 28–36 cm DO: 21–28 cm MC: 0,7–1 kg   | NT          |
|         | Bettongia gaimardi    | (Desmarest, 1822)      | kanguroszczurnik tasmański     | 2 podgatunki (w tym 1 wymarły) | wschodnia Tasmania (wraz w wyspami Maria i Bruny); reintrodukowany w Canberze (Australijskie Terytorium Stołeczne); zakres wysokości: 0–1000 m n.p.m.                                                                                              | DC: 31 33cm DO: 29–34 cm MC: 1,2–2,3 kg  | NT          |
|         | Bettongia penicillata | J.E. Gray, 1837        | kanguroszczurnik pędzloogonowy | 2 podgatunki (w tym 1 wymarły) | Australia Zachodnia (Dryandra Woodland, Kingston, Perup Nature Reserve i Tutanning National Reserve); (re)introdukowany w innych częściach Australii Zachodniej, Australii Południowej i Nowej Południowej Walii; zakres wysokości: 0–300 m n.p.m. | DC: 29–36 cm DO: 25–36 cm MC: 0,8–1,8 kg | CR          |
|         | Bettongia tropica     | Wakefield, 1967        | kanguroszczurnik tropikalny    | gatunek monotypowy             | północno-wschodni Queensland (góry Windsor Tableland i Carbine Rableland oraz Lamb Range i Coane Range); zakres wysokości: 400–1200 m n.p.m. | DC: 29–43 cm DO: 27–35 cm MC: 0,9–1,4 kg | EN          |

Kategorie IUCN:  NT  – gatunek bliski zagrożenia,  EN  – gatunek zagrożony,  CR  – gatunek krytycznie zagrożony,  EX  – gatunek wymarły.
Opisano również gatunek wymarły z miocenu Australii:
- Bettongia moyesi Flannery & M. Archer, 1987